# Neoserica brastagiensis
Neoserica brastagiensis är en skalbaggsart som beskrevs av Moser 1922. Neoserica brastagiensis ingår i släktet Neoserica och familjen Melolonthidae. Inga underarter finns listade i Catalogue of Life.